# 世田谷区教育委員会
世田谷区教育委員会（せたがやくきょういくいいんかい）は、東京都区部のひとつである世田谷区の行政組織。世田谷区内の教育、スポーツ振興、文化財等に関する事務を扱う行政委員会である。

## 所在地
- 教育委員会、教育委員会事務局
  - 東京都世田谷区世田谷4丁目21番27号 世田谷区役所内
- 世田谷区教育センター
  - 東京都世田谷区弦巻3丁目16番8号
- 学校、学校校外施設、幼稚園、図書館、郷土博物館、ユースセンター、スポーツ施設については世田谷区を参照のこと。

## 教育委員
- 教育委員は世田谷区長が世田谷区議会の同意を得て任命する。定員数は4名、任期は4年である。
- 教育長は区長が区議会の同意を得て任命する。任期は3年[1]。
  - 知久孝之（ちく たかゆき）、任期は令和6年5月18日～令和7年11月30日
- 教育委員は定数4名で、以下のメンバーからなる。任期はそれぞれ下記のとおり（再任可）[1]。
  - 澁澤寿一（しぶさわ じゅいち） – 教育長職務代理者、令和6年3月30日～令和10年3月29日
  - 中村豊（なかむら ゆたか） – 元世田谷区立中学校長、令和6年12月1日～令和10年11月30日
  - 鈴木奈保子（すずき なおこ） – 元区立小学校PTA連合協議会会長、令和3年12月10日～令和7年12月9日
  - 坂倉杏介（さかくら きょうすけ） – 私立大学教授、令和4年11月29日～令和8年11月28日

## 報酬
2023年（令和5年）11月29日に改正された「世田谷区教育委員会教育長の給与及び勤務時間等に関する条例」により、教育長の給料月額は765,500円に改定された。常勤委員の報酬は区長給料月額の60％相当、非常勤委員は条例で定める割合とする。

## 世田谷区教育委員会事務局
世田谷区教育委員会事務局組織規則に基づき10課を設け、世田谷区教育委員会から委任された事務を行う。組織の長は教育長（事務局長）であるが、実際の業務運営は事務局次長が取り仕切っている。
- 教育総務課
  - 調整係
  - 経理係
- 学校職員課
  - 職員係
  - 教職員福利係
  - 教職員給与係
- 施設課
  - 管理係
  - 建設担当係長
  - 整備係
- 学務課
  - 学事係
  - 学校運営係
  - 幼稚園担当係長
  - 就学係
- 学校健康推進課
  - 学校健康推進係
  - 学校給食係
- 学校適正配置担当課
  - 教育改革担当係長
  - 指導主事
  - 教育情報政策担当係長
- 教育指導課
  - 指導管理係
  - 統括指導主事・指導主事
  - 学校経営推進担当係長
  - 人事係
- 教育相談・特別支援教育担当課
  - 教育相談係
  - 指導主事
  - 就学相談・特別支援教育担当係長
- 生涯学習・地域・学校連携課
  - 社会教育係
  - 社会教育担当係長（社会教育主事）
  - 団体支援担当係長
  - 福祉教育担当係長
  - スポーツ振興係
  - 文化財係
  - 民家園係
- 地域・学校連携課
  - 地域・学校連携担当係長